# زكريا أحمد
زكريا أحمد (6 يناير 1896 - 14 فبراير 1961)، ملحن مصري. أحد عمالقة الموسيقى العربية.

## حياته ونشأته
وُلد سنة 1896، لأبٍ حافظٍ للقرآن وهاوٍ لسماع التواشيح مما أكسب زكريا الحسّ الموسيقي؛ وأُمّه من أصل تركي. دخل الكتّاب، ثم درس بالأزهر، وذاع صيته بين زملائه قارئاً ومنشداً ذا صوت حسَن. درس زكريا الموسيقى على يد الشيخ درويش الحريري الذي ألحقه ببطانة إمام المنشدين الشيخ علي محمود، كما أخذ زكريا الموسيقى عن الشيخ المسلوب وإبراهيم القباني وغيرهم. في عام 1919 بدأ زكريا رحلته كملحن بعد أن اكتملت لديه معرفة الموسيقى وتفاصيلها، حيث قدَّمه الشيخ علي محمود والشيخ الحريري إلى إحدى شركات الأسطوانات. في عام 1924 بدأ التلحين للـمسرح الغنائي، ولحَّن لمعظم الفِرَق الشهيرة مثل: فرقة علي الكسَّار، وفرقة نجيب الريحاني، وزكي عكاشة، ومنيرة المهدية. وبلغ عدد المسرحيات 65 مسرحية لحَّن فيها أكثر من 500 لحن.
من مواليد 6 يناير عام 1896 لوالده الشيخ أحمد حسن الذي كان يعمل بالجامع الأزهر ومن حفظة القرآن الكريم.
كان والد زكريا يهوى سماع التواشيح الدينية ذات المقامات العربية الأصيلة، فتأثر به ونمت لديه هواية الألحان، لكن الوالد أراد لولده الاتجاه نحو المشيخة والعلم الديني فألحقه بأحد الكتاتيب ثم بالمدرسة الابتدائية ثم التحق بالأزهر الشريف، فتلقى العلوم الدينية وعلوم اللغة العربية وأجاد حفظ وتلاوة القرآن الكريم ومن هنا لقب بالشيخ زكريا، وكان للشيخ زكريا حضور فني قوي أثناء دراسته بالأزهر، فهو الذي يثير الإعجاب في منتديات القراءة والتلاوة بصوته وأدائه الفذ، وكان نجم حفلات التكريم التي تقام في المناسبات العلمية.
كان زكريا أحمد يتمتع بحاسة موسيقية جعلته يتتبع غناء كبار المنشدين والمطربين. وتأثر بمنشدي التواشيح الدينية كالشيخ درويش الحريري، كما تأثر بألحان عبده الحامولي والشيخ سلامة حجازي، وكان يذهب إلى أماكن تواجدهم وحفلاتهم ويحفظ ألحان هؤلاء بسرعة عجيبة، وأصبح يشتري كتب الأغاني والموشحات والموسيقى.
أزعجت هوايته هذه والده كثيرا فأخفى الشيخ زكريا كتب الأغاني وسط الكتب العلمية، لكن سرعان ما اكتشف أمره وعنفه أبوه بشدة وكان شديد القسوة معه، مما أخاف الشاب الصغير وجعله يترك منزل أبيه لا يعرف إلى أين يذهب وقد ضاقت به الدنيا.
حزن الوالد كما اكتأب الولد لكن بعد أيام توسط أهل الخير بينهما فعاد الشيخ زكريا إلى منزل أبيه، وبدأ الأب الذي استبد به القلق على مستقبل ابنه ومصيره يحاول إسداء النصح له.. إن الفن في رأيه لا يطعم ولا يفيد، وها هم أساطين الطرب وأساتذة التلحين عبده الحامولي ومحمد عثمان ومحمد سالم، قد ماتوا جميعا فقراء..
لم يكن ذلك المنزل الذي عاد إليه زكريا بالمنزل الهادئ بأي حال، فقد ماتت والدته وتزوج والده بأخرى كانت تتفنن في تدبير المكائد له وتثير عليه والده باستمرار حتى يئس من حياة مستقرة، وبدأ الفن يلهب خياله ويواسيه في معاناته، فسار في طريق الفن يزور المسارح ويرتاد الحفلات ليسمع ويتعلم وأصبح الفن ملاذه وملجأه.

## مسيرته
في عام 1931 بدأ التلحين لـأم كلثوم، حيث لحن لها تسعة أدوار أوَّلُها هو ده يخلص من الله سنة 1931، وحتى دور عادت ليالي الهنا سنة 1939. كما لحَّن لأم كلثوم الكثير من أغاني أفلامها مثل الورد جميل، غني لي شوي شوي، ساجعات الطيور، قولي لطيفك. كما لحن لها في الأربعينيات عدداً من الأغاني الكلاسيكية الطويلة التي صارت علامات فارقة في تاريخها مثل الآهات، أنا في انتظارك، الأمل، حبيبي يسعد أوقاته، أهل الهوى، الحلم. واختلف معها سنة 1947 حتى عام 1960 عندما لحن لها آخر روائعه هو صحيح الهوى غلاب، وتُوفي في 14 فبراير 1961. ويُعَدُّ زكريا من روّاد فن الطقطوقة حيث ارتقى به شوطاً عظيماً، كما كانت ألحانه كلها غارقة في العروبة والأصالة. وأُعيد تقديم أعماله المسرحية سنة 1970م إحياءً لذكرى هذا العملاق.

### مسيرته تاريخياً
- 1914 - منشداً.
- 1919 - ملحنا.
- 1924 -
  - يبدأ التلحين للمسرح 65 أوبريت تضم 500 لحن.
  - أول أوبريت له لفرقة علي الكسار.
- 1927 - ينضم لفرقة زكي عكاشة.
- 1928 - ينضم للفرقة نجيب الريحاني.
- 1930 - ينضم للفرقة صالح عبد الحي
- 1931 -
  - يلحن لأول مرة لأم كلثوم «اللى حبك يا هناه» من أشعار رامي.
  - ملحن الدور يبدأ تلحين 9 أدوار لأم كلثوم
- 1936 - ألحان زكريا في السينما بصوت أم كلثوم.
- 1941 - زكريا وبيرم ثنائي يتجه نحو القمة مع صوت أم كلثوم.
- 1943 - زكريا يبدع الأغنية الحديثة مع أنا في انتظارك وحبيبى يسعد أوقاته لأم كلثوم.
- 1945 - زكريا يتفرد بالألحان البدوية وشهرته تصل للعالم العربي مع السينما.
- 1947 - زكريا أحمد وأم كلثوم في خلاف بستمر 13 سنة.
- 1960 -
  - عودة زكريا للتلحين لأم كلثوم في هو صحيح الهوى غلاب.
  - الشيخ زكريا يسجل بصوته للتليفزبون ويستحدث مفهوم الأداء الجيد
- 1961 - وفاته في 14 فبراير في القاهرة.
- 1970 - عودة مسرح زكريا أحمد للحياة في سيدي منجد وعزيزة ويونس.
- 1980 بداية إحياء ذكرى الشيخ زكريا بتقديم أعماله كل عام.

## تتلمذ علي يد
الشيخ درويش الحريري:
كان من حظ الشيخ زكريا أن التقى بالموسيقار الشيخ درويش الحريري، ولاحظ هذا الأخير حب الشيخ الصغير للفن وحرصه الشديد على التعلم كما قدر فيه حاسته الموسيقية وحسن استماعه وحفظه السريع، فقرر أن يهب تلميذه مما وهبه الله من علم بالفنون وأسرارها ودرس الشيخ زكريا على يديه العلوم الموسيقية، وكان أول ما درس ألحان المولد النبوي وفنونها من مقامات وأوزان فحفظها وأجاد أدائها.
الشيخ علي محمود:
تقديرا منه لتلميذه ألحق الشيخ الحريري تلميذه زكريا ببطانة الشيخ علي محمود الذي كان خبيرا بالعلوم الموسيقية وفن التلاوة، فكان يحضر معه التسابيح التي تتلى قبل الفجر بساحة مسجد الحسين بالقاهرة، كانت تلك التسابيح تؤدى من مقامات موسيقية مختلفة على مدى أيام الأسبوع، وتعلم منها الشيخ زكريا الكثير.
الشيخ علي المغربي: وقد تلقى زكريا أصول علم المقامات والأوزان وكيفيات التلحين.
الشيخ محمود عبد الرحيم المسلوب: وهو أستاذ من أساتذة سيد درويش، وقد أخذ عنه الموشحات العربية.
عبده الحامولي: المطرب الأول حتى نهاية القرن 19.
محمد عثمان: ملحن الأدوار الفـذ حتى بداية القرن العشرين
إبراهيم القباني: ملحن الأدوار المعروف في بداية القرن العشرين.

## أعماله

### سينما
قدم الشيخ للسينما ألحانه في جميع أفلام أم كلثوم بداية من عام 1936، كما قدم العديد من الألحان في أفلام أخرى، ويذكر له أنه كان من أبرع الملحنين في تلحين الأغاني البدوية التي كان يصيغ معظمها بيرم التونسي، وحققت له نجاحا خاصا في البلاد العربية التي كانت تقبل على اللهجة البدوية في الأغاني.

### أم كلثوم
بدأ الشيخ زكريا التلحين لأم كلثوم عام 1931 بأغنية اللي حبك يا هناه من تأليف أحمد رامي، ولزكريا أحمد سجل طويل من الأغنيات التي لحنها لأم كلثوم بلغت حوالي 60 أغنية بعضها للسينما، وكان آخر ألحانه لها أغنيتها الشهيرة هوه صحيح الهوى غلاب عام 1960.
ومن أشهر ما لحن لها أهل الهـوى، الآهـات، الأمـل، أنا في انتظارك، كل الأحبة اتنين، هوه صحيح، غنى لى شوي شوي، عن العشاق سألوني، الورد جميل، الليلة عيد ( حبيبى يسعد أوقاته).
تميزت ألحان زكريا لأم كلثوم بطابع خاص جعلها تتميز عن ألحان غيره لها، وغير ألحان الأفلام فإن ما غنته له على المسرح في حفلاتها يعتبر من درر الموسيقى الشرقية. والحقيقة أن نهر الشيخ زكريا الذي لا ينضب من الألحان البديعة والغنية جعل بعض النقاد يقولون بأن الشيخ زكريا كان يخيف الملحنين الآخرين، فألحانه تفيض فيضا تلقائيا لا تصنع فيها ولا تكلف، ويتلقاها الجمهور دائما بالإعجاب، ورغم إعجابه بصوت أم كلثوم وإعجابها هي الأخرى بألحانه لم تكن علاقتهما دائما على ما يرام، بل كان بينهما محاكم وقضايا في بعض الأحيان، ويذكر أن طلبت منه أم كلثوم لحنا ذات مرة فطلب خمسة آلاف جنيه ثمنا له وكانت أجور الألحان وقتئذ بالمئات وليس بالآلاف، وعندما رفضت أم كلثوم طلبه تقاطعا لسنوات، لكنهما عادا واصطلحا ولحن لها عام 1960 هوه صحيح الهوى غلاّب من كلمات بيرم التونسي قبل وفاتهما بعام واحد، ومن أهم ألحان زكريا لأم كلثوم:
أهم ألحانه لأم كلثوم
عام 1931 اللى حبك يا هناه (طقطوقة / راست)، هوه ده يخلص من الله (دور / زنجران)، جمالك ربنا يزيده (طقطوقة / جركاه)، يا قلبي كان مالك (دور / راست).
عام 1932 إمتى الهوى (دور / راحة أرواح)، العزول فايق ورايق (طقطوقة / عراق).
عام 1934 شجاني نوحي (مونولوج / بياتي).
عام 1935 آه يا سلام (دور)
عام 1936 يا ليل نجومك (أغنية / صبا)، مين اللي قال (دور / راست)
عام 1938 عادت ليالي الهنا (دور / بياتي)
عام 1940 بكرة السفر (طقطوقة / بياتي)
عام 1941 (أغنية / راست)
عام 1942 القطن فتح (أغنية / صبا)
عام 1943 أنا في انتظارك (أغنية / حجاز)، الآهــات (أغنية / هزام)، حبيبي يسعد أوقاته (الليلة
عيد - أغنية / بياتي)
عام 1944 أهل الهوى (أغنية / نهاوند)، الأولة في الغرام (أغنية / حجاز)
عام 1945 عن العشاق (أغنية / زنجران)، قوللي ولا تخبيش (طقطوقة / هزام)، غني لي شوي (طقطوقة / راست)، زهر الربيع (قصيدة / هزام)
عام 1946 الأمـــل (أغنية / راست)، حبيب قلبي وافاني(أغنية / راست سوزناك)
عام 1947 جمال الدنيا (طقطوقة / شورى)، نصرة قوية (أغنية / راست)، الورد جميل (أغنية / هزام)
عام 1960 هوه صحيح الهوى غلاب (أغنية / صبا)

## روابط خارجية
- زكريا أحمد على موقع IMDb (الإنجليزية)
- زكريا أحمد على موقع ميوزك برينز (الإنجليزية)
- زكريا أحمد على موقع أول ميوزيك (الإنجليزية)
- زكريا أحمد على موقع أول ميوزيك (الإنجليزية)
- زكريا أحمد على موقع أول ميوزيك (الإنجليزية)
- زكريا أحمد على موقع أول ميوزيك (الإنجليزية)
- زكريا أحمد على موقع ديسكوغز (الإنجليزية)